# Sakskøbings kommun
Sakskøbings kommun låg i Storstrøms amt i Danmark. Kommunen hade drygt 9 000 invånare (2004) och en yta på 176,36 km². Sakskøbing var centralort.
Sedan 1 januari 2007 ingår kommunen i Guldborgsunds kommun.